# Heinz Müller (Fußballspieler, 1943)
Heinz Müller (* 24. April 1943 in Nürnberg) ist ein ehemaliger deutscher Fußballspieler. Der Mittelfeldspieler hat beim 1. FC Nürnberg von 1966 bis 1969 in der Fußball-Bundesliga 72 Ligaspiele absolviert und sechs Tore erzielt. Er gehörte als Stammspieler der Meistermannschaft der Saison 1967/68 an.

## Karriere
Müller wechselte 1966 mit 23 Jahren aus der unterklassigen A-Klasse vom TV 1860 Schweinau zum 1. FC Nürnberg in die Bundesliga. Als Jenő Vincze ab dem 7. November 1966 am Ende der Hinrunde 1966/67 beim „Club“ seinen Landsmann Jenö Csaknady als Trainer abgelöst hatte, nahm er sofort Heinz Müller in den Bundesligakader auf und der Mann von 1860 Schweinau debütierte am 12. November 1966 bei einer 0:1-Heimniederlage gegen Eintracht Frankfurt in der Bundesliga. Auch nach dem erneuten Trainerwechsel von Vincze zu Max Merkel ab dem 1. Januar 1967, gehörte Müller zum engen Kreis der Stammspieler. Vom 12. November 1966 bis zum 3. Juni 1967 kam der willens- und konditionsstarke Mannschaftsspieler auf 15 Bundesligaeinsätze und erzielte beim Erreichen des 10. Tabellenplatzes drei Tore. Dagegen hatte sich Neuzugang Jovan Miladinović von Partizan Belgrad nicht bei den Franken durchsetzen können. Trainer Merkel holte mit August Starek (Rapid Wien) und Zvezdan Čebinac (PSV Eindhoven) zwei Neuzugänge zur Saison 1967/68 in seinen Spielerkader, aus welchem er im Gegenzug Stefan Reisch und Tasso Wild entfernte. Nürnberg startete am 19. August 1967 mit einem 2:0-Heimerfolg gegen den Karlsruher SC in die Runde; Heinz Müller war auf Halblinks aufgelaufen, die Flügelzange bildeten Cebinac und Georg Volkert und in der Angriffszentrale liefen Heinz Strehl und Franz Brungs auf. Von Beginn an hatte Trainer Merkel eine passende Stammbesetzung parat, Starek war die allgegenwärtige Nummer 12. Helmut Hilpert (4 Spiele), Hubert Schöll (3 Spiele) und Ersatztorhüter Gyula Tóth (1 Spiel) vervollständigten lediglich punktuell den Kader. Nach dem 17. Spieltag, den 9. Dezember 1967, führte Nürnberg mit 27:7 Punkten die Tabelle an; Borussia Mönchengladbach, 1860 München, MSV Duisburg und der FC Bayern München folgten punktgleich mit 20:14 Zählern auf den Plätzen. Als die Merkel-Truppe am 10. Februar 1968 mit einem 1:1-Remis Verfolger Mönchengladbach im Bökelbergstadion auf Distanz hielt, wurde Heinz Müller als „Schlüssel zum Nürnberger Punktgewinn“ bezeichnet. Weiter wurde in der Bundesliga Chronik notiert, „Nürnbergs größtes Plus war die Leistung Heinz Müllers, der Günter Netzer komplett lahm legte.“ Mit einem 2:0-Auswärtserfolg am 18. Mai 1968 beim FC Bayern München gewann Nürnberg die Meisterschaft. Der Club-Angriff lief wie gewohnt in der Besetzung mit Cebinac, Strehl, Brungs, Müller und Volkert auf und ließ auch nicht von Könnern wie Sepp Maier, Franz Beckenbauer, Peter Kupferschmidt, Georg Schwarzenbeck und Werner Olk in der Bayern-Defensive, den Gewinn der Meisterschaft verhindern. Der „Club“ gewann die Bundesligameisterschaft 1968 und Heinz Müller, der vorbildlich-disziplinierte Mannschaftsspieler, hatte in 29 Ligaeinsätzen zwei Tore erzielt.
Nach dem Meistertitel erlebte Müller mit seinen Mannschaftskollegen aber als Titelverteidiger 1968/69 den denkbar tiefsten Fall: Nürnberg stieg als 17. der Tabelle in die zweitklassige Fußball-Regionalliga Süd ab. Müller hatte auch in dieser Runde mit 28 Ligaeinsätzen (1 Tor) der Stammelf angehört. Nichts war es auch mehr mit einer klein gehaltenen Stammbesetzung wie im vorjährigen Meisterschaftsjahr, jetzt liefen 18 Spieler auf, eine bunt durchgewürfelte Mischung von Platzhirschen und einer Vielzahl von Neuzugängen. Merkel hatte ohne Not aus der Meistermannschaft mit Brungs, Ferschl und Starek drei Spieler gehen lassen und tatsächlich 13 neue Spieler unter Vertrag genommen. Dass darunter mit Erich Beer und Dieter Nüssing zwei hochtalentierte Spieler waren, mit Amand Theis ein zukünftiger Bundesligastammspieler dabei war und mit Klaus Zaczyk, Jürgen Rynio, Hans Küppers und Johnny Hansen Akteure mit unbestrittenem Bundesligaformat – bisweilen sogar mehr – zum Titelverteidiger gekommen waren, ist Tatsache. Aber die gesamte Personalrochade brachte die Hierarchie der Mannschaft durcheinander, brachte schon vor dem Start der Runde Unruhe zum Meister, und da auch noch der Start mit zwei Niederlagen gegen Aachen (1:4) und Offenbach (1:2) schief ging, Ajax Amsterdam im Europacup vor allem mit der 0:4-Klatsche in Amsterdam am 2. Oktober die Stimmung auf den Tiefpunkt brachte, lief die Runde aus dem Ruder. Da halfen auch die Trainerwechsel von Merkel zu Robert Körner und schließlich zu Kuno Klötzer nichts mehr. Der Titelverteidiger stieg ab.
Müller hatte bis dahin 72 Bundesligaspiele und neun Tore erzielt. Danach lief er für Nürnberg in der zweitklassigen Fußball-Regionalliga Süd auf. In der zweiten Regionalligarunde, 1970/71, gewann er mit Nürnberg die Meisterschaft, scheiterte aber in der Bundesligaaufstiegsrunde. Insgesamt hat Müller in der Regionalliga von 1969 bis 1972 für den „Club“ 81 Ligaspiele bestritten und neun Tore erzielt. Zur Saison 1972/73 schloss er sich gemeinsam mit Fritz Popp dem Bayernligaaufsteiger ASV Herzogenaurach an. Im zweiten Jahr, 1973/74, wurde er mit dem ASV Meister.